# Баззаев, Инал Ермакович
Инал Ермакович Баззаев (осет. Бӕззаты Ермачы фырт Инал, родился 7 ноября 1974 года в Цхинвале) — депутат Парламента Республики Южная Осетия IV и V созывов.

## Биография
Родился 7 ноября 1974 года в Цхинвали. Окончил Хетагуровскую среднюю школу в 1992 году и Цхинвальский педагогический институт в 1996 году (факультет физвоспитания).
С 1992 по 2004 годы — рабочий полеводческой бригады № 1 Хетагуровского госхоза. С 2004 года — командир в/ч 12136, фигурирующей в публикациях как «3-й батальон спецназа» Министерства обороны Республики Южная Осетия. В 2004 и 2009 годах был избран депутатом Парламента Республики Южная Осетия.
Участник боёв в Южной Осетии в ходе войны в Грузии 2008 года, в частности боёв за Цхинвали: По воспоминаниям Александра Сладкова, Баззаев вместе с заместителем командира 135-го мотострелкового полка, майором Денисом Ветчиновым участвовал в боях против грузинских войск в цхинвалском микрорайоне Шанхай на пути к Верхнему городку бывших миротворцев сил ССПМ: в ходе боя грузины обстреливали бывших российских и осетинских миротворцев, а также нелегально находившихся на базе осетин из лёгкого и тяжёлого стрелкового оружия. Ветчинов был смертельно ранен, а грузины прижали огнём группу российских журналистов, однако именно усилиями Баззаева журналистам удалось выбраться. Батальон Министерства обороны и чрезвычайных ситуаций Республики Южная Осетия, которым командиовал Баззаев, охранял в селе Хетагурово двух пленных танкистов — капралов грузинской армии.
30 сентября 2011 года был выдвинут кандидатом на пост Президента Южной Осетии. 10 ноября снял свою кандидатуру в пользу Георгия Кабисова.
Отмечен следующими наградами:
- Медаль «В ознаменование 15-летия Республики Южная Осетия» (2005)
- Орден «Уацамонга» (2008)[1]
- Медаль «За принуждение к миру» (2008)
- Медаль «За укрепление боевого содружества» (2010)

Женат, воспитывает сына и дочь.